# Большой Каменный овраг
Большой Каменный овраг — овраг, прорезающий правый склон долины реки Медведицы севернее города Жирновска в Волгоградской области. Имеет высокую научную и экологическую значимость, представлен уникальными геологическими находками и богатым биологическим разнообразием краснокнижных растений. На территории встречаются пласты отложений разных геологических эпох, имеющие возраст более 300 миллионов лет. Памятник природы регионального значения, созданный с целью сохранения природного комплекса — уникального для территории Приволжской возвышенности геологического разреза пород каменноугольного и верхнемелового периодов.

## Описание
Овраг расположен вблизи села Александровка. Площадь ООПТ — 29 гектаров. Физико-географический регион: Восточно-Европейская равнина, Приволжская возвышенность, район Саратовско-Красноармейский, подрайон низких плато. Природная зона — степная, подзона — чернозёмных умеренно засушливых степей. Ландшафт: Медведицко-Терсинский пойменный плоскоравнинный лесолуговой. Сформировался на правом берегу реки Медведицы, первой надпойменной террасе. Овраг врезается в денудационное плато с отметками рельефа + 140 м в устьевой части и + 165 м на верхнем рубеже. Впадает в реку Медведицу, общая протяжённость 9, 8 километров, ширина от бровки до тальвежной части 25 – 65 метров, крутизна склонов от 12 º до 35º. В тальвежной части на участках обнажения геологических пластов склоны приобретают отвесное положение. 
Климат засушливый. Почвенный покров неоднороден. Преобладают зональные каштановые почвы с наличием интрозональных разностей. Почвообразующие породы — меловые отложения. Коренные породы: в устьевой части — известняки среднего и верхнего отделов каменноугольной системы;  в средней части ожелезнённые ржаво-стальные песчаники неокомского яруса; в верхней части — серовато-жёлтые пески, чередующиеся с песчаными глинами — отложениями апского яруса. 
В 1883 году впервые упоминается в Трудах Геологического комитета по изучению геологии России профессором И. Ф. Синцовым. Является уникальным геологическим разрезом с фауной. Вскрывающиеся пласты земной коры, формировались с 300 млн лет назад до настоящего времени. Известняковые залежи имеют разнообразную окраску и рисунок. В овраге обнаружены окаменелости древнейших представителей флоры и фауны (брахиоподы (плеченогие), одинокие кораллы конической формы или в виде небольшого загнутого рога, обломки игл морских ежей). Его длина составляет около 10 километров при ширине превышающей 90 метров и максимальной глубине 30 метров

### Флора и фауна
Растительность лугово-разнотравная на пойменных участках и изреженная на каменистых склонах под пологом редкого байрачного леса. На территории зафиксировано 12 видов редких растений, 7 из которых занесены в Красную книгу РФ. Отмечены редкие виды ковыля: опушеннолистный, перистый, красивейший. Из деревьев встречаются: дуб черешчатый, берёза, осина. На территории ООПТ выявлено около 80 видов растений, в том числе занесённых в Красные книги Российской Федерации и Волгоградской области — 2 вида, около 50 видов насекомых, земноводных — 2 вида, пресмыкающихся — 5 видов, птиц — около 17 видов, в том числе занесённых в Красные книги Российской Федерации и Волгоградской области — 1 вид, млекопитающих — 3 вида.
Объекты, занесённые в Красные книги Российской Федерации и Волгоградской области:
1. Bubo bubo — Филин, категория статуса редкости на территории Волгоградской области 3; категория статуса редкости по Красной книге Российской Федерации 2.
2. Iris pumila L. — Касатик (ирис) низкий, категория статуса редкости на территории Волгоградской области 2а, категория статуса редкости по Красной книге Российской Федерации 3.
3. Stipa pennata L. s. str. — Ковыль перистый, категория статуса редкости на территории Волгоградской области 2а; региональный критерий редкости С, категория статуса редкости по Красной книге Российской Федерации 3.

## Ограничения на использование земель
Памятник природы учреждён постановлением Главы Администрации Волгоградской области от 23.12.2010 № 1965 «О памятнике природы регионального значения «Большой каменный овраг» в границах Жирновского муниципального района Волгоградской области».
На территории Памятника природы запрещаются:
- распашка земель, строительство зданий и сооружений, дорог и трубопроводов, линий электропередач и прочих коммуникаций;
- взрывные работы, геологоразведочные изыскания и добыча полезных ископаемых;
- изменение установившегося гидрологического режима территории Памятника природы;
- проезд транспорта вне дорог общего пользования;
- размещение отходов производства и потребления;
- предоставление земельных участков под застройку, для коллективного и индивидуального садоводства и огородничества, организации подсобного хозяйства;
- засорение и захламление территории;
- вывоз грунта и горных пород;
- деятельность, способная привести к повреждению отдельных форм рельефа и геологических обнажений.

За обеспечение охраны и функционирование ООПТ несёт ответственность Комитет охраны окружающей среды и природопользования Волгоградской области.